# Anna Borg (skådespelare)
Anna Gudmundina Gudrun Borg, född Borgthórsdottir den 30 juli 1903 i Reykjavik på Island, död den 14 april 1963 på Nesöya utanför Oslo, var en dansk-isländsk skådespelare, dotter till den isländska skådespelaren och teaterdirektören Stefania Guðmundsdóttir.

## Biografi
Sedan debuten 1929 arbetade hon vid Det Kongelige Teater, senare särskilt som sceninstruktör och lärare vid elevskolan. Bland hennes starka kvinnoroller märks Gretchen i Faust, Anna Boleyn i Kaj Munks Cant, Indras dotter i Strindbergs Ett drömspel och Hilde i Ibsens Bygmester Solness. Efter ett kort mellanspel på Dagmarteatret återvände hon till Det Kongelige 1938. Hon fick den danska förtjänstmedaljen Ingenio et arti 1941.
Borg omkom påskdagen 1963 i en flygolycka när hon var på väg från Köpenhamn till Reykjavik. Planet, som tillhörde flygbolaget Iceland Air, störtade under inflygning till Fornebu flygplats. Hon var från 1932 gift med skådespelaren Poul Reumert (1883–1968).